# Marselistunnelen
|  | Fremtidig bygning Denne artikel omhandler en bygning, der er under opførelse. Det er derfor muligt, at indholdet er af spekulativ natur, og ligeledes, at indholdet kan ændre sig markant efterhånden som flere oplysninger bliver tilgængelige. |

Marselistunnelen er en planlagt tunnel på 1,9 km under Marselis Boulevard i det centrale Aarhus til Aarhus Havn. Projektet er det største anlægsprojekt i Aarhus' historie.

## Projektets facetter
Marselistunnel-projektet afhænger først og fremmest af om finansieringen af projektet kan findes. Projektet mangler pr. oktober 2011 at finansiere cirka 700 mio. kr ud af den samlede pris på 1,5 mia. kr. Arbejdet med tunnelen kan tidligst påbegyndes i 2014/2015.

### Formålet
Tunnellen er en del af et samlet projekt, der har til formål at forbedre trafikforholdene i midtbyen samt at skabe en bedre adgangsvej til Aarhus Havn for transportsektoren. Projektet indebærer, at Århus Syd Motorvejen føres under Ringvejen og forbindes med Åhavevej, så der bliver forbindelse fra Aarhus Havn til Sicilien uden lysregulerede kryds. Hele projektet vedrører således anlæg på en 4 km lang strækning.

### Konstruktionen
Tunnelen, som bliver 1,9 km lang, opføres som en dobbeltrørstunnel med adskilte trafikretninger, og bygges i 2 etaper, hvor først de nordlige spor på Marselis Boulevard lukkes og derefter de sydlige. Marselis Boulevard retableres, så boulevardkarakteren fastholdes og forstærkes med beplantning og belysning. Der, hvor boulevarden i dag krydses af f.eks. Stadion Allé og Dalgas Avenue, gøres en indsats for, at disse gamle kryds fortsat kan genkendes.

### Finansieringen
Projektet omfatter foruden tunnelen og udbygningen af Åhavevej også nye jernbanebroer, støjvolde og ny belægning på selve Marselis Boulevard. Aarhus Kommune har fået EU-støtte til tunnelen i forbindelse med forundersøgelser og håber på yderligere midler herfra til anlæggelsen. Allerede i forbindelse med Finansloven for 2004 blev et flertal i Folketinget enige om, at staten skulle bidrage til projektet.

### Modgang og modstand
Marselistunnel projektet har haft en del praktiske problemer undervejs og har til tider været et politisk stridsemne i Aarhus byråd, hvor blandt andet rådmand Peter Thyssen (R) var en af fortalerne.